# Winter Kills (album)
Winter Kills è il sesto album in studio del gruppo musicale groove metal statunitense DevilDriver, pubblicato nel 2013. 

## Tracce
1. Oath of the Abyss – 5:36
2. Ruthless – 4:09
3. Desperate Times – 4:08
4. Winter Kills – 4:54
5. The Appetite – 4:46
6. Gutted – 3:28
7. Curses and Epitaphs – 5:04
8. Caring's Overkill – 4:33
9. Haunting Refrain – 4:59
10. Tripping Over Tombstones – 3:38
11. Sail (AWOLNATION cover) – 4:04

Bonus tracks
1. Shudder – 4:03
2. Back Down to the Grave – 4:44

## Formazione
- Dez Fafara - voce
- Jeff Kendrick - chitarra
- John Boecklin - batteria
- Mike Spreitzer - chitarra
- Chris Towning - basso